# Rick Mahorn
Rick Mahorn é um ex-jogador de basquete norte-americano que foi campeão da Temporada da NBA de 1988-89 jogando pelo Detroit Pistons.